# Ahmed Raouf
Ahmed Raouf (Minya, 15 settembre 1982) è un ex calciatore egiziano, di ruolo attaccante.

## Palmarès

### Nazionale
- Coppa d'Africa: 1

2010

### Individuale
- Capocannoniere della Coppa d'Egitto: 1

2018-2019 (3 gol)